# Dionysios Kasdaglis

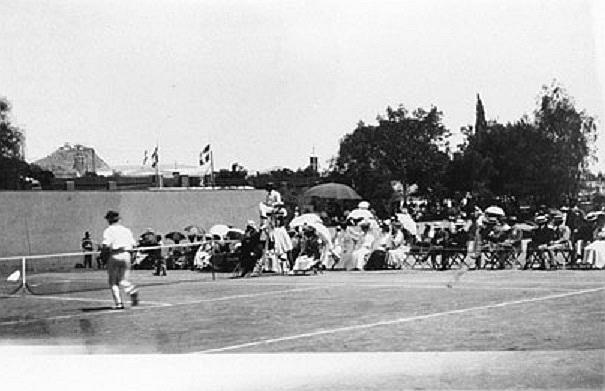
Tenisové finále Athény 1896, zápas Boland–Kadsaglis

Dionysios Kasdaglis, řecky: Διονύσιος Κάσδαγλης, (10. října 1872 Salford – 1931) byl řecko-egyptský tenista, dvojnásobný stříbrný olympijský medailista. Na Letních olympijských hrách 1896 v Athénách reprezentoval ve dvouhře Řecko, jako člen nově založeného Athénského tenisového klubu. Do čtyřhry nastoupil jako člen smíšeného týmu. Žil v egyptské Alexandrii.

## Hráčská kariéra
Kasdaglis byl na olympijských hrách v Athénách reprezentantem Řecka a smíšeného týmu. Pocházel z Alexandrie a měl britské občanství. Probojoval se do finále mužské dvouhry i čtyřhry.
Na cestě do singlového boje o titul postupně vyřadil Francouze Deferta, Řeka Konstantinose Akratopoulose a Maďara Momcsilla Tapavicze. Nakonec přišel na řadu John Pius Boland, kterému podlehl. Mezinárodní olympijský výbor potvrdil jeho členství v řeckém týmu, když medaili z dvouhry později přičetl Řecku.
Do čtyřhry nastoupil s Řekem Demetriosem Petrokokkinosem. Nejprve porazili řecký pár Konstantinos Paspatis a Evangelos Rallis. Poté přešli přes britsko-australskou dvojici George S. Robertson a Edwin Flack. Ve finále však nestačili na s britsko-německý pár Boland a Traun, a skončili druzí.